# آمیزش جنسی بدون دخول

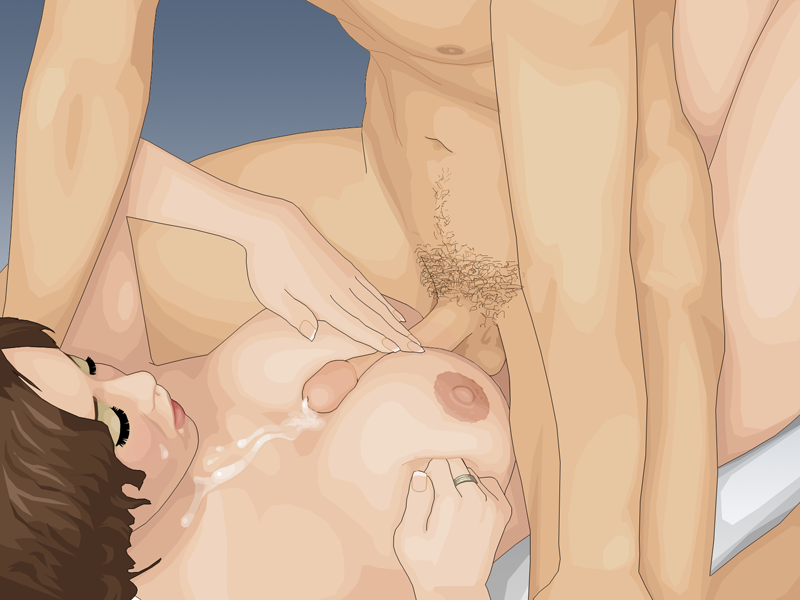
انزال به‌وسیله لاپستانی شیوه‌ای از سکس بدون دخول

آمیزش جنسی بدون مقاربت یا رابطه جنسی بدون دخول نوعی فعالیت جنسی است که معمولاً شامل دخول جنسی نمی‌شود. این گونه از فعالیت جنسی عموماً شامل روش‌های دخولی آمیزش جنسی مانند آمیزش جنسی از راه واژن، آمیزش جنسی مقعدی و آمیزش جنسی دهانی نمی‌شود؛ اما دربردارنده انواع گوناگون فعالیت‌های جنسی یا غیرجنسی است، مانند آلت به آلت مالی، خودارضایی متقابل، بوسه و بغل کردن. برخی از اشکال آمیزش جنسی بدون دخول گاهی می‌توانند شامل جنبه‌های دخولی بشوند مانند دخول‌هایی که ممکن است حاصل نوعی از فعالیت‌ های دخولی‌ای مانند انگشت کردن یا آمیزش جنسی دهانی باشند.
افراد بنا به دلایل گوناگون آمیزش جنسی بدون مقاربت را انتخاب می‌کنند، ازجمله به عنوان نوعی از عشق‌بازی یا به عنوان نوعی از آمیزش جنسی اولیه قبل از سکس. زوج‌های دگرجنس‌گرا معمولاً برای حفظ باکرگی یا پیشگیری از بارداری، آمیزش جنسی بدون مقاربت را ترجیح می‌دهند. زوج‌های همجنس‌گرا نیز ممکن است برای حفظ باکرگی این نوع آمیزش جنسی را انتخاب کنند.
در برخی کشورها، به‌ویژه تحت حکومت‌های محافظه‌کار مانند رژیم اسلامی ایران، نظارت سخت‌گیرانه‌ای بر بروز گرایش‌های جنسی، به‌ویژه در میان جوانان، اعمال می‌شود. رژیم ایران به‌طور قابل‌توجهی امکان برقراری روابط جنسی توافقی خارج از چارچوب ازدواج را محدود می‌کند و فضای بازی برای گفت‌وگوی جنسی، آموزش جنسی یا بیان آزادانه تمایلات جنسی فراهم نمی‌کند. در نتیجهٔ این محدودیت‌ها، برخی از جوانان به رابطهٔ جنسی بدون دخول روی می‌آورند تا ممنوعیت‌های قانونی و دینی را دور بزنند – چه برای پرهیز از مجازات کیفری و چه برای حفظ مفهوم بکارت که از سوی هنجارهای سرکوب‌گرانه به آن‌ها تحمیل شده است.
در این زمینه، انتخاب رابطهٔ جنسی بدون دخول، نه تنها یک عمل صمیمی بلکه نوعی اعتراض خاموش در برابر سلطه دولتی بر بدن و زندگی خصوصیشهروندان به شمار می‌رود.
آمیزش جنسی بدون مقاربت همچنین ممکن است به عنوان نوعی از آمیزش جنسی امن انجام شود زیرا احتمال انتقال مایعات بدن (که منبع اصلی بیماری‌های آمیزشی هستند) کمتر است. اگرچه بیماری‌های آمیزشی مانند تب‌خال، ویروس پاپیلوم انسانی و شپش عانه می‌توانند در این نوع آمیزش جنسی نیز منتقل شوند.

## تعاریف و شیوه‌ها

### تعریف کلی
اگرچه آمیزش جنسی بدون مقاربت به عنوان نوعی از آمیزش جنسی بدون دخول جنسی تعریف می‌شود. اما برخی از انواع این نوع آمیزش جنسی می‌توانند شامل فعالیت‌های دخولی نیز بشوند، مانند نوازش دهانی اندام‌های جنسی. آمیزش جنسی دهانی نیز ممکن است آمیزش جنسی بدون دخول محسوب شود.

### خودارضایی متقابل

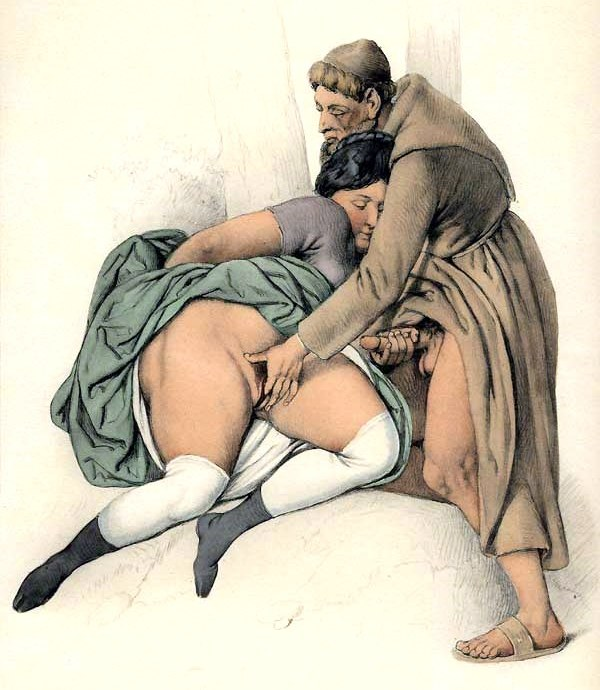
به تصویر کشیدن خودارضایی متقابل توسط پیتر یوهان نیپوموک گایگر، ۱۸۴۰ میلادی

خودارضایی متقابل اغلب شامل تحریک اندام‌های تناسلی دو یا چند فرد توسط یکدیگر است. این فعالیت معمولاً زمانی انجام می‌پذیرد که یکی از زوج‌ها یا هردوی آنان از لحاظ فیزیکی یا روانی آماده آمیزش دخولی نباشند اما خواهان آمیزش بدون مقاربت باشند. در این روش معمولاً فرد دراز می‌کشد و شریک او در کنار وی می‌نشیند و به‌وسیله دست‌ها و انگشت‌های خود اندام‌های جنسی شریکش را تحریک می‌کند (معمولاً با استفاده از روان‌کننده).
انواع گوناگون خودارضایی متقابل می‌تواند شامل هندجاب (تحریک دستی آلت مردی یا کیسه بیضه یک مرد) انگشت کردن (تحریک دستی مهبل، کلیتوریس یا دیگر بخش‌های فرج یک زن) باشد. تحریک اندام‌های جنسی توسط پا و تحریک مقعد نیز ممکن است انجام شوند. مانند تن‌مالی، خودارضایی متقابل نیز ممکن است به منظور پیشگیری از بارداری یا حفظ باکرگی انجام شود. خودارضایی متقابل آمیزش جنسی امن به حساب می‌آید و تا اندازه زیادی خطر مبتلا شدن به بیماری‌های مقاربتی را کاهش می‌دهد اما این درصورتی است که مایعات بدن منتقل نشوند.

### تن‌مالی
تن‌مالی اصطلاحی عمومی به معنای لذت جنسی ناشی از مالیدن خود به بدن دیگری است. تن‌مالی شامل مالیدن هریک از اعضای بدن، مانند باسن، پستان‌ها، شکم، ران‌ها، پا و اندام‌های جنسی به اندام‌های جنسی فرد مقابل است و ممکن است با لباس یا برهنه انجام شود. تن‌مالی اغلب بین نوجوانان یا افراد جوان انجام می‌شود. امروزه این کار به عنوان بادی تو بادی ماساژ (Body To Body Massage، ماساژ بدن با بدن) شناخته شده‌است که بخشی از ماساژ شهوانی محسوب می‌گردد.

### آمیزش‌های جنسی بدون مقاربت و غیر دخولی
آمیزش‌های جنسی بدون مقاربت به دو دسته دخولی و غیر دخولی تقسیم می‌شوند. آمیزش‌های جنسی غیر دخولی عبارت‌اند از:
- فتیش زیر بغل: نوعی فعالیت جنسی است که آلت تناسلی مرد به زیر بغل شریک جنسی‌اش وارد می‌شود.[۲۲][۲۳][۲۴]
- باندلینگ: یک رسم سنتی در برخی از جوامع مسیحی بود که دو فرد جوان که بایکدیگر نامزد کرده بودند باید بدون درآوردن لباس کنار یکدیگر می‌خوابیدند. همچنین ممکن بود که زوج را تا گردن درون کیسه‌هایی قرار دهند. این رسم مورد مخالفت مذهبیان مسیحی بود و از خیلی وقت پیش دیگر اجرا نمی‌شود.
- ماساژ شهوانی: ماساژ اعضای بدن به منظور ایجاد احساس لذت آرامش. این فعالیت می‌تواند میان دو یا چند نفر انجام شود و می‌تواند با استفاده از روغن یا با دست خالی انجام شود.[۲۵][۲۶]
- پا کام‌دهی: تحریک آلت تناسلی مرد یا زن، توسط پا. این فعالیت می‌تواند به عنوان فتیش پا نیز به شما آید.[۲۷]
- آلت به آلت مالی: عمل مالیدن آلت تناسلی مرد به آلت تناسلی مردی دیگر. همچنین این اصطلاح ممکن است برای اشاره به آلت مالی میان زنان نیز به کار رود.
- دست‌ کام‌دهی: تحریک دستی آلت تناسلی فردی دیگر.
- سکس لاپایی: قرار دادن آلت تناسلی مرد بین ران‌های شریک جنسی خود. ممکن است از روان‌کننده نیز استفاده شود.[۲۸][۲۹]
- سکس لا باسنی: تحریک آلت تناسلی مرد با قرار دادن آن در باسن شریک جنسی. این فعالیت با آمیزش جنسی معقدی تفاوت دارد زیرا دخول انجام نمی‌شود.[۳۰]
- بوسیدن: لمس لب‌های یک فرد توسط فردی دیگر می‌تواند فعالیتی جنسی محسوب شود مخصوصاً در بوسه فرانسوی، که فرد زبان خود را به دهان فرد مقابل وارد می‌کند. بوسیدن دیگر اعضای بدن نیز بوسه محسوب می‌شود.[۳۱]
- لا پستانی: تحریک آلت تناسلی مرد با قرار دادن آن میان سینه‌های زن.[۳۲]
- تحریک نوک پستان: تحریک دهانی یا دستی نوک پستان شریک جنسی.[۳۳]
- طبق زنی: نوعی رفتار همجنس گرایانه در بین زنان همجنس‌گرا است که در آن دو زن روبروی هم به‌طور موازی نشسته، پاها را به‌طور ضربدری به‌صورتی قرار می‌دهند که سطح خارجی آلت تناسلی‌شان با هم تماس پیدا کرده و سپس با حرکت، پایین‌تنه آن‌ها را به یکدیگر تکان داده و می‌مالند و از این کار احساس لذت می‌کنند.[۳۴][۳۵]

### آمیزش‌های جنسی بدون مقاربت و دخولی
- انگشت‌کردن: نوعی عمل جنسی است که با وررفتن دستی با چوچوله، فرج، مهبل و مقعد به منظور برانگیختگی و تحریک جنسی انجام می‌شود.
- آمیزش جنسی دهانی: در این گونه رفتار، مرد برای زن یا زن برای مرد یا هر دو به‌طور همزمان اندام جنسی طرف مقابل را به وسیله دهانشان تحریک می‌کنند. تحریک دهانی آلت تناسلی مرد قضیب‌لیسی و در زنان فرج‌لیسی نام دارد.[۳۶] تحریک دهانی مقعد نیز مقعدلیسی نام دارد.[۳۷]
- تحریک با استفاده از یک وسیله لرزاننده: تحریک اندام‌های تناسلی با استفاده از لرزاننده‌ها.[۳۸]

## سکس تفننی
امروزه در بسیاری از کشورهای توسعه‌یافته، میان جوانان گرایش به سکس تفننی وجود دارد. رابطه جنسی تفننی نوع خاصی از رابطهٔ جنسی (دخولی یا غیر دخولی) خارج از ارتباطات عاشقانه است.
سکس تفننی ممکن است گونه‌ای از هم‌خوابگی یک‌شبه باشد. سکس تفننی معانی متفاوتی دارد، برخی سکس تفننی «انجام هرکاری جز مقاربت (سکس دخولی)» می‌دانند. دلیل آن نیز پیشگیری از باردارشدن یا مبتلا شدن به بیماری‌های مقاربتی است.

## مسائل بهداشتی
اگرچه در آمیزش جنسی بدون مقاربت انتقال مستقیم منی یا مایعات واژن صورت نمی‌گیرد و به همین خاطر خطرات این نوع فعالیت جنسی بسیار کمتر از آمیزش جنسی دخولی است؛ اما با این حال آمیزش جنسی بدون مقاربت ریسک‌هایی نیز به همراه دارد. احتمال اندک باردار شدن و نیز انتقال بیماری‌های آمیزشی وجود دارد.
بارداری می‌تواند در سکس مقعدی یا هر فعالیت جنسی دیگری که در آن آلت تناسلی در نزدیکی واژن قرار می‌گیرد، رخ دهد؛ زیرا زمانی که اسپرم در ورودی واژن قرار می‌گیرد می‌تواند همراه با دیگر مایعات واژن وارد آن شود و احتمال اندکی وجود دارد که سبب بارداری شود. همچنین ممکن است اسپرم توسط انگشتان به درون واژن منتقل شود.
بیماری‌های مقاربتی‌ای که در آمیزش جنسی بدون مقاربت و غیر دخولی منتقل می‌شوند با آنهایی که در آمیزش جنسی بدون مقاربت و دخولی منتقل می‌شوند متفاوت هستند. بیماری‌های مقاربتی‌ای که در آمیزش جنسی بدون مقاربت غیر دخولی منتقل می‌شوند عبارت‌اند از:
- تب‌خال می‌تواند به‌وسیله بوسیدن یا هرگونه تماس دهان با دهان یا آلت تناسلی فرد آلوده به ویروس، منتقل شود (زمانی که این پدیده در دستگاه تناسلی رخ دهد تبخال دستگاه تناسلی نام دارد).
- زگیل تناسلی شبیه به تب‌خال است اما عامل آن ویروس متفاوتی است. این بیماری همچنین توسط تماس پوست آلت تناسلی با آلت تناسلی دیگر منتقل می‌شود.
- شانکروئید توسط تماس پوست با پوست فرد آلوده‌ای که دارای زخم است، منتقل می‌شود.
- سیتومگالوویروس از طریق تماس با ترشحات بدن منتقل می‌شود. (ازجمله خون و بزاق)
- ویروس پاپیلومای انسانی از طریق تماس با پوست منتقل می‌شود.
- زگیل آبکی از طریق تماس نزدیک با فرد آلوده منتقل می‌شود (به اشتراک گذاری وسایل شخصی یا تماس نزدیک پوستی).
- شپش عانه (همچنین شناخته شده به نام شپش ناحیه تناسلی) می‌توان از طریق تماس نزدیک با فرد آلوده منتقل شود.
- جرب از طریق تماس نزدیک با فرد آلوده منتقل می‌شود.
- سفلیس می‌تواند از طریق بوسیدن منتقل شود، هرچند احتمالش بسیار ناچیز است.
- تریکومونیازیس می‌تواند از طریق به اشتراک گذاری اسباب‌بازی جنسی یا با مایعات دستگاه تناسلی منتقل شود.

در آمیزش‌های جنسی بدون مقاربت و دخولی خطرات افزایش می‌یابند زیرا احتمال انتقال مایعات بدن افزایش می‌یابد. بیماری‌های زیر می‌توانند در آمیزش جنسی بدون مقاربت اما دخولی انتقال یابند:
- کلامیدیا به‌طور کلی توسط آمیزش دخولی از راه واژن و مقعد انتقال می‌یابد. در موارد نادر از طریق آمیزش دهانی نیز ممکن است انتقال یابد.
- سوزاک توسط آمیزش دخولی از راه واژن و مقعد انتقال می‌یابد. می‌تواند از طریق آمیزش دهانی نیز انتقال یابد.
- هپاتیت ب می‌تواند از طریق آمیزش دهانی انتقال یابد.

بسیاری از افراد نگران خطر ابتلا به HIV/ایدز هستند. عموماً برای مبتلا شدن به ویروس ایدز فرد باید یا رابطه جنسی ناایمن داشته باشد، از سرنگ آلوده استفاده کند یا ویروس از مادر به کودک منتقل شود. امکان انتقال بیماری ایدز در روابط بدون مقاربت مانند بغل کردن و… و جود ندارد اما ممکن است خون یا ترشحات اندام تناسلی (منی و ترشحات مهبل) آلوده به ویروس ایدز وارد زخم باز روی پوست شود.
تنها راه ممکن برای رساندن احتمال بارداری یا مبتلا شدن به بیماری‌های آمیزشی به صفر، خودداری از انجام هرگونه فعالیت جنسی است. اگرچه راه‌هایی برای کاهش این ریسک‌ها وجود دارد.
مانند:
- استفاده از کاندوم
- استفاده از پوشش‌های دهانی لاستیکی هنگام سکس دهانی
- استفاده از دستکش لاتکس هنگام فعالیت‌هایی مانند خودارضایی متقابل

با این همه برای کاهش احتمال ناچیز بارداری در اثر آمیزش جنسی بدون مقاربت می‌توان از روش‌های پیشگیری از بارداری هورمونی استفاده کرد. محافظت دوگانه (استفاده هم‌زمان از ابزارهای جداکننده و هورمون‌ها) می‌تواند خطر بارداری یا ابتلا به بیماری‌های آمیزشی را به‌طور چشمگیری کاهش دهد.

## برای مطالعهٔ بیشتر
- Ann van Sevenant (2005). Sexual Outercourse: A Philosophy of Lovemaking. Peeters. pp. 249 pages. ISBN 9042916176.
- Ian Kerner (2004). She Comes First: The Thinking Man's Guide to Pleasuring a Woman. HarperCollins. pp. 240 pages. ISBN 0-06-053825-2.